# باله سپید

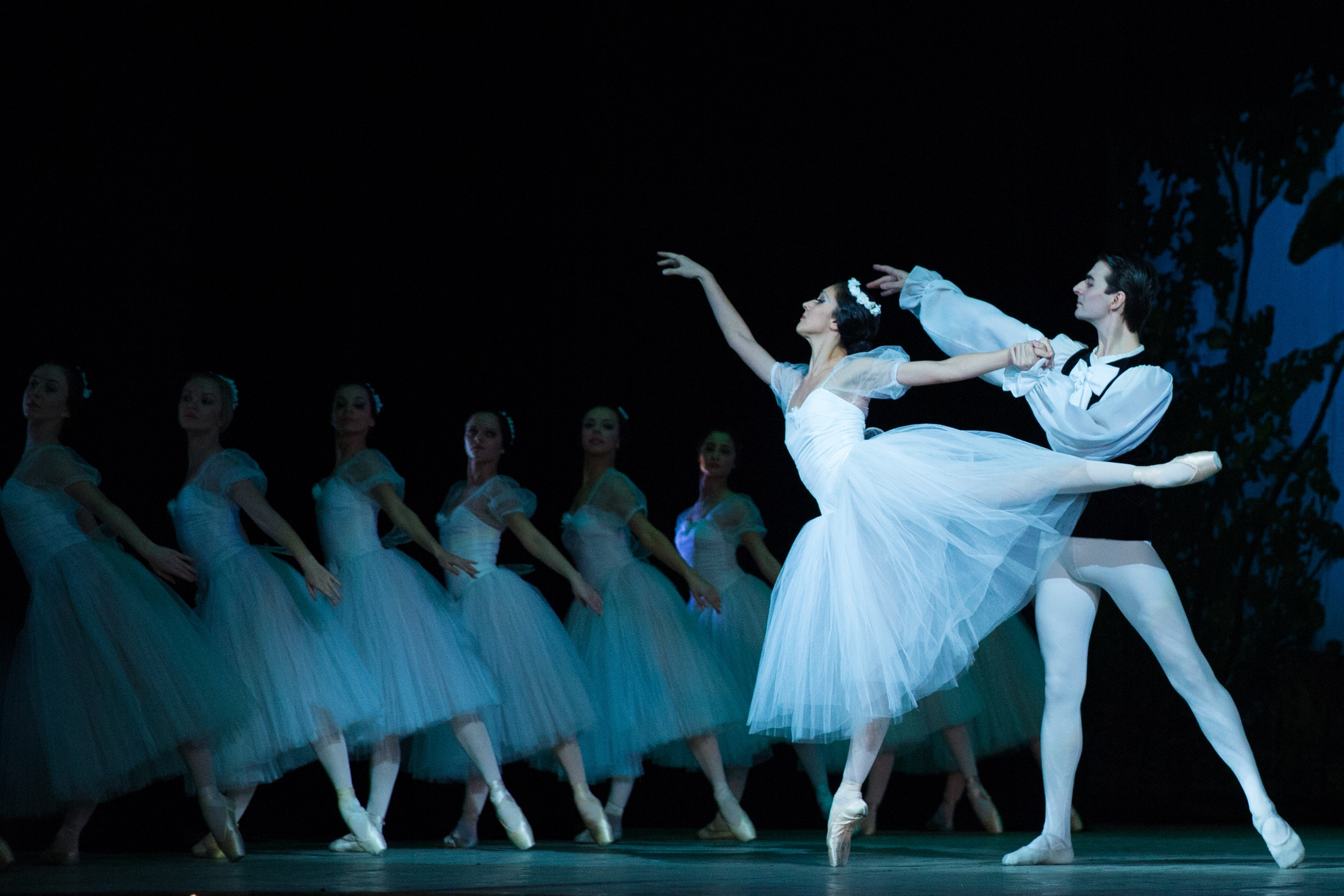
صحنه‌ای از بالهٔ سیلف‌ها

بالهٔ سپید یا باله بلان (فرانسوی: Ballet blanc‎) صحنه‌ای از باله است که در آن بالرین و گروه رقصندگان زن همگی سپیدپوشند. از این تمهید برای نمایش ارواح، پریان و حوریان، نیادها و دریادها و دیگر موجودات جادویی و آسمانی بهره‌گرفته‌می‌شود. بالهٔ سپید به‌ویژه در بالهٔ رمانتیک قرن نوزدهم مرسوم بود.